# Чайка (фестиваль)
«Чайка Open Air» — міжнародний рок-фестиваль. Заснований Ярославом Биструшкіним (Президент Фестивалю). Традиційно проводиться в Києві або передмісті щороку у травні-червні, в перші роки був приурочений до дня міста Києва, потім до Дня Незалежності України. 

Крім різновидів рок-музики на «Чайці» можна почути реп, популярну та електронну музику.

Протягом 2000-2009 рр. концерти відбувались на різних майданчиках: Експоцентр України, стадіон ЦСКА, аеродром спорткомплексу "Чайка", Палац спорту. За цей час Київ відвідали десятки найкращих рок-гуртів та виконавців Росії, України, Білорусі, а також музиканти з Англії, Італії, Німеччини, Греції, США (усього 200 музичних гуртів).

Останніми роками на території фестивалю розміщується наметовий табір. З 2007-го року діють одночасно дві концертні сцени: головна та "сцена молодих талантів". У 2009 році фестиваль збагатився нічною програмою: виступи DJ'їв у супроводі лазерного шоу. Традиційним є вдале використання димової, візуальної та піротехніки. 

## Фестиваль «Чайка» в культурному житті країни
Фестиваль став на один щабель з наймасовішими подібними заходами на території Центральної та Східної Європи. Його проведення висвітлюють національні та іноземні ЗМІ.

Претензії, що висуваються учасникам або організаторам фестивалю, є типовими для нашої масової культури: пропаганда нездорового та аморального способу життя і надто мала частка українськості в програмі концертів.

Сцени «Чайки» знайомили і, можливо, продовжують знайомити десятки тисяч меломанів як зі всесвітньо відомими зірками, так і з молодими виконавцями, які мають таку перспективу.

## Історія

### «ЧАЙКА VI»
23 травня 2004 р., Палац спорту
- 5'nizza (Україна)
- W.K.? (Росія)
- Альона Вінницька (Україна)
- Бумбокс (Україна)
- Еліксир (Україна)
- Лінда (Росія)
- Ночные Снайперы (Росія)
- Океан Ельзи (Україна)
- Серьога (Білорусь)
- Сплин (Росія)
- Чайф (Росія)

### «ЧАЙКА 2006»
Палац спорту

- Звери (Росія)
- УмаТурман (Росія)
- Серьога (Росія)
- Ёлка (Росія)
- Джанго (Росія).

Підсумки: Цьогорічний захід не був успішним, зала Палацу спорту була напівпорожня.

### «ЧАЙКА-IX»
9 червня 2007 р., Експоцентр України.

Головна сцена:

- ТОЛ (Україна)
- Дельфин (Росія)
- В'ячеслав Бутусов з групою Ю-Пітер (Росія)
- Тартак (Україна)
- Exploited (Англія)
- Ленінград (Росія).
- Димна Суміш (Україна)

Молодіжна сцена:

- Диверсанти
- Сонцекльош
- Маракеш
- 7th Day
- Абздольц
- Файно
- Da Bitt
- Bionik
- Морс
- Пропала Грамота (всі - Україна)
- Meantraitors (Росія)
- Подлые Предатели (Росія).

Підсумки: 30 000 відвідувачів. Перший виступ легендарного панк-гурту Exploited в Україні. Стались зіткнення між представниками молодіжних угрупувань. (архів сайту music.com.ua)

### «ЧАЙКА Open Air 2008»
Ювілейний 10-й фестиваль, 7-8 червня, аеродром «Чайка».

Головна сцена:

- The 69 eyes (Фінляндія)
- Napalm Death (Англія)
- Сплин (Росія)
- Король і Шут (Росія)
- Агата Крісті (Росія)
- Amatory (Росія)
- Бумбокс (Україна)
- Esthetic Education (Україна)
- ТОЛ (Україна)
- Крихітка Цахес (Україна).

Молодіжна сцена:

- Vexlarsky (Київ)
- Mushmellow (Запоріжжя)
- Пятый угол (Тираспіль, Молдова)
- Monorock Machines (Київ)
- NoraLasso (Київ)
- Second Blade of Shinobi (Кременчук)
- Жорик Делієв та група Мастерклас (Одеса)
- GO baga band (Одеса)
- Traffic (Харків)
- Оркестр Янки Козир (Київ)
- Vanilin (Київ).

Підсумки: дводенну програму фестивалю відвідали до 70-ти тис. глядачів. Європейські команди The 69 Eyes та Napalm Death як хед-лайнери зробили програму більш "важкою" порівняно з минулими роками.

### «ЧАЙКА Open Air 2009»
6-7 червня, аеродром «Чайка».

Головна сцена:

- Бумбокс (Україна)
- Septic Flesh (Греція)
- Брати Гадюкіни (Україна)
- Мумій Троль (Росія)
- Аліса (Росія)
- Дельфин (Росія)
- Cinema Bizarre (Німеччина)
- ВВ (Україна)
- DevilDriver (США)
- Король і Шут (Росія).

Молодіжна сцена:

| - Riffmaster (Київ) - My Broken World (Луганськ) - Крылья (Миколаїв) - Martje (Київ) - Анатолій VEXLARSKY (Київ) - Рыбий Жир (Росія) - Minerva (Дніпродзержинськ) - MetalForce (Дніпропетровськ) - Balance Interruption (Київ) - Mellow Toy (Італія) - Headswitch (Молдова) - Mortuary (Хмельницький) | - Мурени (Біла Церква) - Наперекор (Одеса) - Inself (Запоріжжя) - Side Of My Body (Кременчук) - Of Celestial (Кривий Ріг) - KamikaDze-TR (Естонія) - Forgotten Symphony (Полтава/Київ) - INEXIST (Росія) - SUNRISE (Київ) - Brandon Ashley end the Silverbugs (Італія) - Malinconia (Київ) - GRIMFAITH (Київ). |

Нічна програма:

Dj Lidht, Dj Конь, Dj Suhar, Dj Andrey Balkonsky, Dj Tapolsky.

Підсумки: близько 70-ти тисяч відвідувачів (включно з нічною програмою). Останній виступ перед великою аудиторією гурту Брати Гадюкіни під проводом Сергія Кузьминського.
Технічне забезпечення фестивалю та дизайн головної сцени надавала "Українська Національна Шоу-Біржа" (Київ) - Андрій Козєлков

## Ресурси Інтернету
- Фестивалі (сайт на підтримку фестивального руху в Україні): Чайка Open Air-2011 [Архівовано 2 липня 2011 у Wayback Machine.]

| Україна | Це незавершена стаття про Україну. Ви можете допомогти проєкту, виправивши або дописавши її. |